# Joseph-Louis Guérin
Pour le médecin et naturaliste, voir Joseph Guérin
Joseph-Louis Guérin, né le 5 avril 1838 à Sainte-Pazanne et mort le 30 octobre 1860 à l'hôpital d'Osimo, est un séminariste français, engagé volontaire dans les Zouaves pontificaux, et mort des suites d'une blessure reçue à la bataille de Castelfidardo. Il fit l'objet d'une piété populaire jusque dans les années 1950, et de nombreux miracles lui furent attribués.